# Frank Julian Sprague

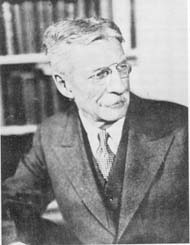
Frank Julian Sprague

Frank Julian Sprague (* 25. Juli 1857 in Milford, Connecticut; † 25. Oktober 1934) war ein US-amerikanischer Marineoffizier und Erfinder. Er gilt in den USA als „Vater der elektrischen Traktion“ und leistete erhebliche Beiträge zur Entwicklung elektrischer Motoren, elektrischer Bahnen und von Aufzügen.

## Frühe Entwicklungen
Frank Julian Sprague besuchte die Drury High School, wo er besondere Leistungen in Mathematik zeigte. 1874 begann er ein Studium an der United States Naval Academy in Annapolis, Maryland, das er 1878 als siebtbester seines Jahrgangs abschloss. Er diente danach auf verschiedenen Schiffen der US Navy, wobei er auf der USS Lancaster das erste elektrische Signalrufsystem auf einem Navy-Schiff einbaute. 
Sprague nahm 1881 seinen Abschied, um an der Pariser Elektrizitätsausstellung sowie an der Crystal Palace Exhibition in Sydenham, England 1882 teilzunehmen. Dort war er Jury-Mitglied für die Preisverleihung für Gasmotoren, Dynamos und Lampen.

## Mitarbeiter von Edison
1883 bewog ihn ein Geschäftspartner von Thomas Alva Edison zur Mitarbeit. Sprague führte in Edisons Labor mathematische Methoden ein, was den erheblichen Aufwand für die bis dahin verfolgten Versuch-und-Irrtum-Methoden reduzierte. Er verbesserte Edisons System der Leitungen und Verteilungen in elektrischen Anlagen. 1884 entschloss er sich, eigene Wege zu gehen und gründete die Sprague Electric Railway & Motor Company.
Spragues Unternehmen führte 1886 zwei wichtige Verbesserungen ein: den konstant drehenden Elektromotor mit funkenfreien festen Bürsten und die Energie-Rückgewinnung von elektrisch angetriebenen Geräten. Mit seinem Motor waren erstmals konstante Drehzahlen bei wechselnder Belastung erreichbar. Sprague hatte damit den ersten brauchbaren Bahnmotor geschaffen und Edison lobte diesen als den einzigen praktisch brauchbaren Motor seiner Zeit. Die Methode der Energierückgewinnung wird auch als wesentlich für die Entwicklung elektrischer Bahnen und Aufzüge betrachtet. 

## Elektrische Bahnen

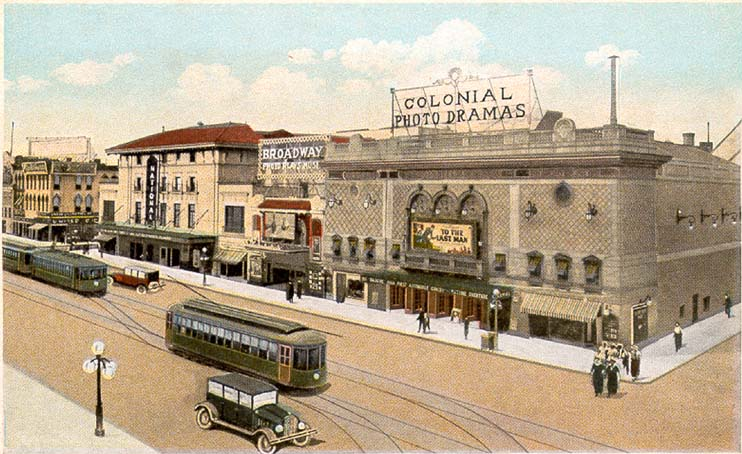
Elektrische Straßenbahn in Richmond, Virginia, 1920er Jahre

Sprague entwickelte 1887/88 einen Straßenbahnwagen, der durch seine Konzeption grundlegend für die weitere Entwicklung elektrischer Schienenfahrzeuge wurde. Das Fahrzeug bezog erstmals seine Energie mittels eines Stangenstromabnehmers aus einer aus aufgehängten Drähten bestehenden Oberleitung, womit Sprague das erste erfolgreiche größere elektrische Straßenbahnsystem in Richmond, Virginia aufbaute. Dabei wurden auf den Hügeln von Richmond Steigungen bis zu 10 % Steigung bewältigt, was sich als überzeugender Prüfstein für die Anwendung der neuen Technik in anderen Städten erwies. Sprague entwickelte für diese Straßenbahn auch den später zum Standard gewordenen Tatzlagerantrieb. Innerhalb eines Jahres hatte sich dadurch die Elektrizität gegenüber dem Pferdebetrieb durchgesetzt, und um 1889 befanden sich 110 elektrische Eisenbahnen mit Spragues Ausrüstung im Bau oder in der Planung. Edison, der Spragues Ausrüstungen anfertigte, kaufte ihn 1890 auf. 
Frank Spragues zwischenzeitliche Erfahrungen mit der Aufzugssteuerung bewogen ihn, schon früh einen Allachsantrieb von Triebzügen zu projektieren. In seinem Multiple unit system hatte jeder Wagen seinen eigenen Antrieb, über durchlaufende elektrische Steuerleitungen und Schütze sollte der Triebfahrzeugführer die Zugfahrt gleichmäßig und effizienter steuern können. Besondere Lokomotiven sollten damit eingespart werden, womit der Triebzug erfunden war. Die zur Steuerung angewandte Schützensteuerung sollte sich auch bei Lokomotiven weltweit als die über Jahrzehnte dominierende Steuerungsart durchsetzen.
Spragues erster Auftrag mit dieser neuen Technik kam von der South Side Elevated Railway in Chicago. Der erfolgreiche Einsatz führte zu weiteren Aufträgen in Brooklyn, New York und in Boston.
Von 1896 bis 1900 diente Sprague der New York Central Railroad bei der Elektrifizierung der Bahnhofsanlagen, insbesondere des Grand Central Terminal in New York City.

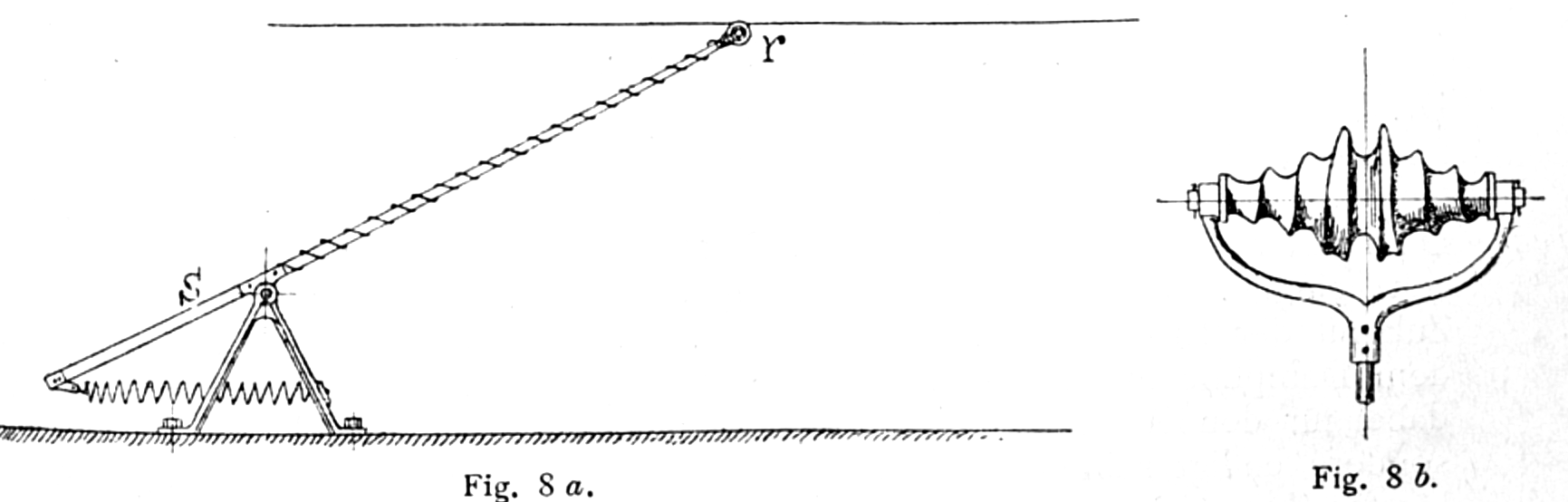
Stangenstromabnehmer nach Sprague

Später gründete er die Sprague Safety Control & Signal Corporation, mit der er ein Zugbeeinflussungssystem entwickelte.

## Elektrische Aufzüge
Sprague wandte sich nach 1890 der Entwicklung elektrischer Aufzüge zu und gründete 1892 die Sprague Electric Elevator Company und entwickelte mit Charles R. Pratt den Sprague-Pratt Electric Elevator, der schneller und leistungsfähiger war als die hydraulischen oder dampfbetriebenen Aufzüge. Sprague verkaufte sein Unternehmen dann an die Otis Elevator Company.
In den 1920er Jahren entwarf er ein System zum Betrieb zweier unabhängiger Aufzüge in einem gemeinsamen Schacht sowie auch Sicherheitssysteme. Sprague verkaufte sein System dann an die Westinghouse Electric Corporation. 

## Auszeichnungen und Nachlass
Sprague erhielt 1889 die Goldene Medaille auf der Pariser Elektrizitätsausstellung, 1904 den Großen Preis auf der St. Louis Exhibition sowie die Elliott-Cresson-Medaille, 1910 die Edison-Medaille, 1921 die Franklin-Medaille und 1935 posthum die John-Fritz-Medaille in Gold.
Mit seiner Frau Harriet hatte Sprague zwei Söhne, Robert und Julian. Nach seinem Tod 1934 wurde der „Vater der elektrischen Traktion“ auf dem Nationalfriedhof Arlington beigesetzt, seine Witwe übergab zahlreiche Gegenstände aus seinem Besitz an die New York Public Library. 1959 wurde mit Spenden von Harriet Sprague das Sprague Building am Shore Line Trolley Museum in East Haven (Connecticut) unweit von Spragues Heimatort Milford gebaut. Das Museum ist das älteste in Betrieb befindliche Straßenbahnmuseum und hat eine der größten Sammlungen in den Vereinigten Staaten.
1999 eröffneten zwei Enkel, John L. Sprague und Peter Sprague, eine neue permanente Ausstellung (Frank J. Sprague: Inventor, Scientist, Engineer) am Shore Line Trolley Museum und starteten feierlich einen restaurierten Sprague-Motor von 1884.